# Acanthobrama hulensis
Acanthobrama hulensis là một loài cá vây tia thuộc họ Cyprinidae. Loài này chỉ có ở Israel.
Môi trường sống tự nhiên của chúng là đầm lầy và hồ nước ngọt. Nó trông rất giống cá mòi. Loài này hiện đã tuyệt chủng, sau khi hồ Hulah cạn nước vào những năm 1950.